# Dragoste și moarte în Idaho
Dragoste și moarte în Idaho (în engleză My Own Private Idaho) este un film dramatic independent din 1991 scris și regizat de Gus Van Sant. Pelicula cinematografică este vag bazată pe Henry al IV-lea, partea I⁠(d), Henry al IV-lea, partea a II-a⁠(d) și Henry al V-lea de Shakespeare. Filmul urmărește povestea a doi prieteni - Mikey Waters⁠(d) (River Phoenix) și Scott Favor (Keanu Reeves) - care pornesc într-o călătorie de autodescoperire⁠(d) din Portland, Oregon în Idaho, iar apoi în Roma.
Van Sant a redactat scenariul în anii 1970, dar a renunțat la el după ce a citit romanul lui John Rechy⁠(d) City of Night⁠(d) în care prostituția masculină⁠(d) era mai bine tratată. De-a lungul anilor, Van Sant a rescris scenariul astfel încât să cuprindă două povești: încercarea lui Mike de a-și găsi mama și povestea lui Scott care să reprezinte o actualizare a pieselor Henry al IV-lea. Scenaristul a avut dificultăți în a obține finanțare la Hollywood și pentru moment chiar a luat în considerare posibilitatea de a turna filmul pe un buget minuscul cu o distribuție compusă din copii fără adăpost. După ce i-a trimis scenariul lui Reeves, iar acesta i l-a prezentat lui Phoenix, ambii au fost de acord să joace în film.
Dragoste și moarte în Idaho a avut premiera în cadrul celei de-a 48-a ediții a Festivalului Internațional de Film de la Veneția⁠(d) și a primit în mare parte recenzii pozitive din partea criticilor, inclusiv de la Roger Ebert, The New York Times și Entertainment Weekly. Filmul avut încasări de peste 6,4 milioane de dolari în America de Nord în comparație cu bugetul său estimat la 2,5 milioane. Phoenix a primit mai multe premii pentru interpretarea sa, printre care Cupa Volpi pentru cel mai bun actor la Festivalul de Film de la Veneția din 1991, Independent Spirit Award pentru Cel mai bun actor în rol principal și Societatea Națională a Criticilor de Film - Cel mai bun actor.
Dragoste și moarte în Idaho este considerat un film de referință al mișcării New Queer Cinema⁠(d) care cuprinde o serie de filme independente queer. De la lansare, popularitatea sa a continuat să crească și astăzi este considerat un film cult, în special în rândul publicului LGBT. Filmul se remarcă prin abordarea unui subiect tabu - în perioada respectivă - și stilul avangardist.

## Intriga
Mike, un prostituat, stă de unul singur pe o autostradă pustie. Acesta începe să vorbească cu el însuși și conștientizează că drumul arată „ca fața cuiva, ca o față distrusă”. În clipa următoare, Mike suferă un episod de narcolepsie și începe să aibă vise în care mama sa îl consolează.
După o felație cu un client din Seattle, Mike se întoarce la locul său preferat unde își așteaptă următorul client. Acesta este abordat de o femeie bogată trecută de prima tinerețe, iar cei doi pleacă spre conacul ei unde întâlnește alți doi prostituați. Unul dintre aceștia este Scott Favor, cel mai bun prieten a lui Mike, iar celălalt e Gary. În timp ce se pregătește să întrețină relații sexuale cu femeia, Mike suferă un episod de narcolepsie și se trezește a doua zi în Portland, Oregon alături de Scott.
Acolo, Mike și Scott se reîntâlnesc cu Bob Pigeon, mentor de vârstă mijlocie al unei bande de copii fără adăpost și prostituați care trăiesc într-o clădire de apartamente abandonată. Scott, fiul primarului din Portland, îi mărturisește lui Bob că în momentul în care va împlini 21 de ani va moșteni averea tatălui său și va abandona prostituția. În același timp, Mike tânjește după mama sa, motiv pentru care cei doi decid să plece spre Idaho unde îl vizitează pe Richard, fratele lui Mike. Pe parcursul acestei călătorii, Mike îi mărturisește lui Scott că îl iubește, dar acesta îi aduce la cunoștință că întreține relații sexuale cu bărbați doar pentru bani. Richard încearcă să-i spună acestui cine este adevăratul său tată, însă Mike știe deja că el este tatăl său. De asemenea, îl informează că mama lor lucrează pe post de cameristă la un hotel. Când Mike și Scott o vizitează la locul de muncă, aceștia află că a plecat în Italia în căutarea propriei familii. La hotel, cei doi îl întâlnesc pe Hans, cel care i-a adus în Portland, și întrețin relații sexuale contra cost cu acesta.
Cu banii pe care îi primesc de la Hans, Mike și Scott pleacă în Italia. Găsesc ferma unde mama lui Mike lucra ca femeie de serviciu și preda limba engleză. Carmela, o tânără care locuiește acolo, îi spune lui Mike că Sharon s-a întors în țară în urmă cu câteva luni. Carmela și Scott se îndrăgostesc și se întorc în Statele Unite în timp ce Mike, abandonat și cu inima frântă, se întoarce de unul singur. Între timp, tatăl lui Scott moare, iar acesta îi moștenește averea.
În Portland, Bob și banda sa îl confruntă pe Scott într-un restaurant elegant, însă acesta îi ignoră. În acea noapte, Bob suferă un infarct miocardic și moare. A doua zi, adepții săi organizează o înmormântare zgomotoasă la doar câțiva metri distanță de locul în care are loc înmormântarea tatălui lui Scott. La sfârșitul filmului, Mike se întoarce pe aceeași autostradă pustie din Idaho. În timp ce suferă un alt episod narcoleptic, doi necunoscuți coboară dintr-un camion, îi fură rucsacul și încălțămintea și își continuă drumul. Câteva clipe mai târziu, o persoană neidentificată oprește lângă trupul său adormit, îl urcă în mașină și pleacă.

## Distribuție
- River Phoenix - Michael „Mikey” Waters
- Keanu Reeves - Scott Favor
- James Russo⁠(d) - Richard Waters
- William Richert⁠(d) - Bob Pigeon
- Chiara Caselli⁠(d) - Carmela
- Udo Kier - Hans
- Rodney Harvey⁠(d) - Gary
- Michael Parker - Digger
- Jessie Thomas - Denise
- Grace Zabriskie - Alena
- Flea - Budd
- Tom Troupe⁠(d) - primarul Jack Favor
- Vana O'Brien - Sharon Waters, mama lui Mike
- Jim Caviezel - angajatul de la aeroport
- Wade Evans - Wade